# توم باركر (لاعب كرة سلة)
توم باركر (1 يوليو 1950 في الولايات المتحدة - ) (بالإنجليزية: Tom Parker)‏ هو لاعب كرة سلة أمريكي في مركز هجوم قوي الجسم. لعب مع كنتاكي وايلد كاتس ‏.